# カリュー男爵
カリュー男爵（カリューだんしゃく、英: Baron Carew）は、イギリスの男爵、貴族。いずれもカリュー家に対する叙爵であり、イングランド貴族、アイルランド貴族、連合王国貴族としてそれぞれ1度ずつ創設された。このうち、第2期及び第3期が存続している。

## 歴史
ウィンザー首席司祭ジョージ・カリュー(1497/1498–1583)の息子ジョージ・カリュー(1555–1629)はイングランド王国の軍人、政治家であり、テューダー朝のアイルランド征服で活躍してLord President of Munsterに任命された。彼は1605年5月4日にイングランド貴族であるウォリック州におけるクロップトンのカリュー男爵に叙されたのち、ガーンジー総督を務めるなど政界で引き続き活躍し、1626年2月5日にデヴォン州におけるトットネス伯爵に叙された。彼は庶子トマス・スタッフォード(c.1574–1655)をもうけたものの、嫡子がおらず、その死とともに爵位がすべて廃絶した。

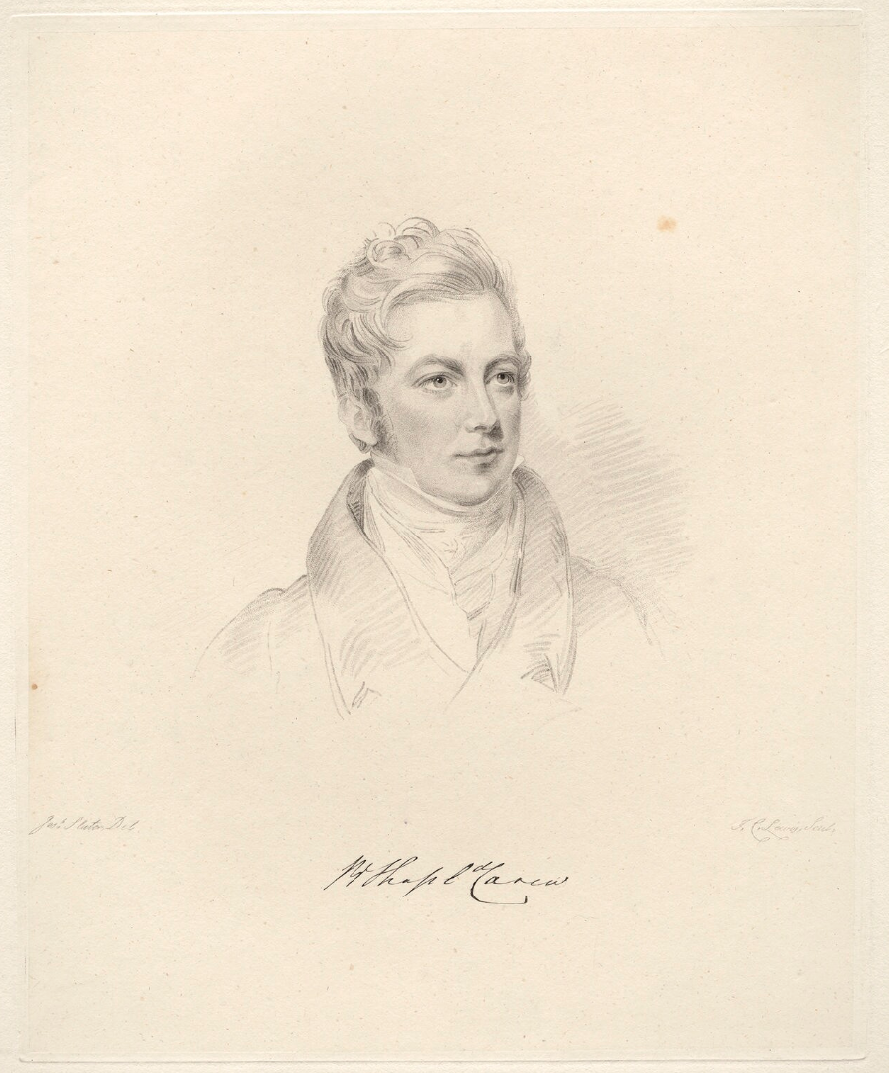
初代男爵ロバート・カリュー

ウェックスフォード県出身で政治家ロバート・シャップランド・カリュー(1752–1829)の息子ロバート・シャップランド・カリュー(1787–1856)はホイッグ党所属の庶民院議員を20年以上務めたのち、1834年6月13日にアイルランド貴族であるウェックスフォード県におけるカリュー男爵に叙され、1838年7月9日に連合王国貴族であるウェックスフォード県におけるカースル・ボロのカリュー男爵に叙された。1800年合同法の施行以降、新しいアイルランド貴族爵位の創設には既存の爵位が3つ廃絶する必要があり、1834年のカリュー男爵位創設はブランデン男爵、フィッツウィリアム子爵、ランダフ伯爵の廃絶を根拠とした。
その息子である2代男爵ロバート・シャップランド・カリュー(1818–1881)は自由党所属の政治家で庶民院議員、ウェックスフォード統監を務めた。
2代男爵の弟の孫にあたる6代男爵ウィリアム・フランシス・カリュー(1905–1994)は1938年に「コノリー」を姓に加えた。
2024年現在の当主は6代男爵の息子にあたる7代男爵パトリック・トマス・コノリー＝カリュー(1938–)である。

## 現当主の保有爵位

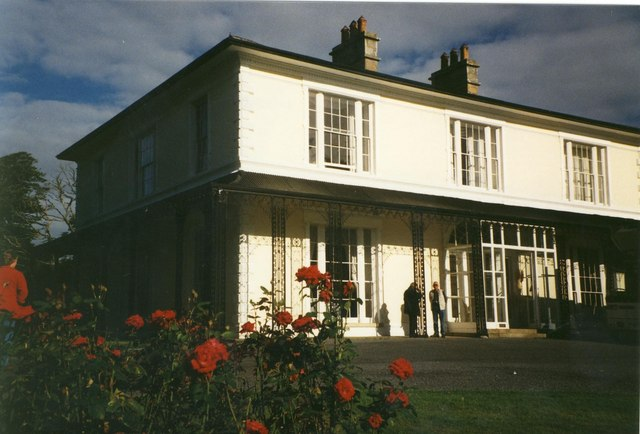
男爵家の住むウッドストン・ハウス。

現当主の第7代カリュー男爵パトリック・コノリー＝カリューは、以下の爵位を有する。
- 第7代ウェックスフォード県におけるカリュー男爵（7th Baron Carew, of County Wexford）
（1834年6月13日の勅許状によるアイルランド貴族爵位）
- 第7代ウェックスフォード県カースル・ボロのカリュー男爵（7th Baron Carew, of Castle Boro in the County of Wexford）
（1838年7月9日の勅許状による連合王国貴族爵位）

## カリュー男爵（1605年）
- 初代カリュー男爵ジョージ・カリュー（英語版）（1555年 – 1629年）
  - 1626年、トットネス伯爵に叙爵

## カリュー男爵（1834年、1838年）
- 初代カリュー男爵ロバート・シャップランド・カリュー（1787年 – 1856年）
- 第2代カリュー男爵ロバート・シャップランド・カリュー（1818年 – 1881年）
- 第3代カリュー男爵ロバート・シャップランド・ジョージ・ジュリアン・カリュー（1860年 – 1923年）
- 第4代カリュー男爵ジョージ・パトリック・ジョン・カリュー（1863年 – 1926年）
- 第5代カリュー男爵ジェラルド・シャップランド・カリュー（英語版）（1860年 – 1927年）
- 第6代カリュー男爵ウィリアム・フランシス・コノリー＝カリュー（英語版）（1905年 – 1994年）
- 第7代カリュー男爵パトリック・トマス・コノリー＝カリュー（英語版）（1938年 – ）

爵位の法定推定相続人は現当主の息子ウィリアム・パトリック・コノリー＝カリュー（1973年 – ）で、その法定推定相続人は息子パトリック・エドワード・コノリー＝カリュー（2002年 – ）である。